# Dia Mundial das Aves Migratórias
O Dia Mundial das Aves Migratórias é uma comemoração celebrada internacionalmente todos os anos desde 2006 no segundo sábado de maio e outubro, instituído pelo Programa das Nações Unidas para o Meio Ambiente (PNUMA) no âmbito do Acordo de Aves Aquáticas da África-Eurásia (AEWA) e da Convenção sobre Espécies Migratórias (CMS).
A conservação de espécies migratórias da vida selvagem é regulamentada pela Convenção de Bonn (CMS). Trata-se de um acordo internacional, que chama a atenção para a necessidade de combinar os esforços de todos os países que hospedam espécies migratórias. A convenção obriga a garantir a segurança dos animais durante a migração (abordando também o problema dos obstáculos nas rotas de migração das aves na primavera), a proteger seus habitats e locais de agregação.
O objetivo da celebração é promover a conservação das aves migratórias em todo o mundo, principalmente aquelas ameaçadas de extinção.

## Origem
A ideia de comemorar o Dia Internacional das Aves Migratórias surgiu nos Estados Unidos em 1993 como uma iniciativa do Cornell Laboratory of Ornithology e do Smithsonian Migratory Bird Center. É oficialmente realizado no segundo sábado de maio nos Estados Unidos e no Canadá, e em outubro no México, na América Central, na América do Sul e no Caribe, coordenado pelo Conselho Internacional para a Conservação das Aves (BirdLife International), como Dia Mundial das Aves Migratórias.
A celebração do Dia Mundial/Internacional das Aves Migratórias concentra-se em um dos maiores fenômenos da vida — a jornada das aves.

## Temas
- 2006 (8 e 9 de abril): As aves migratórias precisam de sua ajuda agora[4][5][6]
- 2007 (12 e 13 de maio): As aves migratórias em um clima em mudança[4][7]
- 2008 (10 e 11 de maio): Aves migratórias — embaixadoras da biodiversidade[4][8]
- 2009 (9 e 10 de maio): Barreiras à migração[4][9]
- 2010 (8 e 9 de maio): Salve as aves migratórias em crise — cada espécie conta![4][10]
- 2011 (14 e 15 de maio): Mudanças no uso da terra do ponto de vista de uma ave[4][11]
- 2012 (12 e 13 de maio): Aves migratórias e pessoas — juntos através do tempo[4][12]
- 2013 (11 e 12 de maio): Criando redes para conservar as aves migratórias[4][13]
- 2014 (10 e 11 de maio): Destino Rotas Aéreas: Aves Migratórias e Turismo[4][14]
- 2015 (9 e 10 de maio): Por uma energia amigável às aves![4][15]
- 2016 (10 de maio): ... e quando o silêncio cai no céu? — Acabem com a caça furtiva e o comércio ilegal![4][16]
- 2017 (10 de maio): Seu Futuro é Nosso Futuro — Um planeta saudável para aves migratórias e pessoas[4][17]
- 2018 (12 de maio e 13 de outubro): Unindo nossas vozes pela conservação das aves[4][18]
- 2019 (11 de maio e 12 de outubro): Proteja as aves: faça algo prático contra a poluição plástica[4][19]
- 2020 (9 de maio e 10 de outubro): As aves conectam nosso mundo[4][20]
- 2021 (8 de maio e 9 de outubro): Cante, voe e eleve-se como as aves![4][21]
- 2022 (14 de maio e 8 de outubro): Poluição luminosa[22]
- 2023 (13 de maio e 14 de outubro): Água[23]
- 2024 (11 de maio e 12 de outubro): Insetos[24][25]